# Isole Crozet
Le Isole Crozet (in francese Îles Crozet) sono un arcipelago sub-antartico di piccole isole nell'Oceano indiano meridionale, e fanno parte delle Terre australi e antartiche francesi.

## Storia
Le Isole Crozet vennero scoperte dalla spedizione di Marc-Joseph Marion du Fresne, un esploratore francese che sbarcò sull'Île de la Possession il 24 gennaio 1772, reclamando l'arcipelago per la Francia. Diede alle isole il nome del suo comandante in seconda Jules Crozet, poiché il suo nome l'aveva già dato all'Isola Marion.
All'inizio del XIX secolo, le isole vennero spesso visitate dai cacciatori di foche, al punto che questi mammiferi erano stati quasi sterminati entro il 1835. Successivamente, la caccia alla balena fu l'attività principale svolta attorno alle isole, specialmente dalle baleniere provenienti dal Massachusetts.
I naufragi avvenivano frequentemente sulle Isole Crozet. La nave britannica Princess of Wales affondò nel 1821, e i sopravvissuti trascorsero due anni sulle isole prima di essere soccorsi. Nel 1887, la nave francese Tamaris naufragò e l'equipaggio giunse sulla riva dell'Île aux Cochons. Essi legarono una nota alla zampa di un albatro, che venne trovato diversi mesi dopo a Fremantle. L'equipaggio non venne mai recuperato. Poiché gli incidenti attorno alle isole erano così comuni, la Royal Navy per un periodo inviò una nave a intervalli di qualche anno, alla ricerca di sopravvissuti.
La Francia inizialmente amministrò le isole come una dipendenza del Madagascar, ma divennero parte delle Terre australi e antartiche francesi nel 1955. Nel 1961 venne installata una prima stazione di ricerca sull'Île de la Possession. Nel 1963 venne costruita la base permanente al di sopra del sito di Port-Alfred; essa riceverà nel 1969 il nome di "Alfred Faure" (capo della prima missione). La stazione ha un personale di 18/30 persone (a seconda della stagione) e conduce ricerche meteorologiche, biologiche e geologiche, oltre a tenere in funzione un sismografo.

## Geografia, geologia e clima
Le Isole Crozet sono collocate a una latitudine compresa tra 45°95' e 46°50' S e una longitudine compresa tra 50°33' e 52°58' E nell'Oceano Indiano meridionale. L'arcipelago è diviso in due parti. Quella più occidentale è chiamata L'Occidental e comprende l'Île aux Cochons ("Isola dei Maiali"), la più piccola Île des Pingouins ("Isola dei Pinguini") e gli Îlots des Apôtres ("Isolotti degli Apostoli"). Le altre due isole più grandi, Île de la Possession e Île de l'Est, formano l'altra parte, chiamata L'Oriental, a circa 60 miglia nautiche più a est.
| Isola o gruppo        | Superficie (km²) | Punto più alto (m)          | Coordinate                              |
| --------------------- | ---------------- | --------------------------- | --------------------------------------- |
| Gruppo occidentale    |                  |                             |                                         |
| Île aux Cochons       | 67               | Mont Richard-Foy (770)      | 46°06′S 50°14′E                         |
| Île des Pingouins     | 3                | Mont des Manchots (340)     | 46°27′S 50°23′E                         |
| Îlots des Apôtres (1) | 2                | Mont Pierre (289)           | 45°58′S 50°27′E                         |
| Gruppo orientale      |                  |                             |                                         |
| Île de la Possession  | 150              | Pic du Mascarin (934)       | 46°24′S 51°46′E                         |
| Île de l'Est          | 130              | Mont Marion-Dufresne (1050) | 46°26′S 52°18′E                         |
| Îles Crozet           | 352              | Mont Marion-Dufresne (1050) | da 45°57' a 46°29'S da 50°10' a 52°19'E |

(1) gruppo di due isole principali (Grande Île e Petite Île) e 20 pinnacoli rocciosi
L'analisi delle anomalie magnetiche del fondale marino indicano che il Plateau Crozet, del quale le isole formano i punti più alti, si formò circa 50 milioni di anni fa. Le isole sono di origine vulcanica, ed è stato trovato del basalto che data ad almeno 8,8 milioni di anni.
Le Isole Crozet in genere non sono coperte da ghiacci. Le precipitazioni, con oltre 2 500 mm all'anno sono molto abbondanti. Piove in media per 300 giorni all'anno, e i venti superano i 100 km/h per 100 giorni all'anno. La temperatura può salire fino a 18 °C in estate e raramente scende sotto i 5 °C anche in inverno.

## Biologia
Le isole Crozet ospitano quattro specie di pinguini. I più diffusi sono il pinguino macaroni, del quale quasi 2 milioni di coppie si riproducono sulle isole, e il pinguino reale. Si trova anche il pinguino crestato orientale e c'è una piccola colonia di pinguini Papua.
Tra gli altri animali che vivono sulle isole Crozet vi sono foche, elefanti di mare, petrelli, e albatri, compreso l'albatro urlatore.
Le isole Crozet sono una riserva naturale dal 1938. L'introduzione di specie forestiere (topi, ratti, e successivamente gatti per limitarne la diffusione) ha causato grave danno all'ecosistema originale. I maiali un tempo introdotti sull'Île aux Cochons e le capre, portate sull'Île de la Possession — entrambi come fonte di cibo — sono stati sterminati.
Una preoccupazione continua è l'eccesso di pesca del merluzzo antartico e il monitoraggio della popolazione degli albatri. Le acque delle isole Crozet sono pattugliate non solo dai francesi, ma anche da Greenpeace.